# Ferrovia di Chase-Kirchner

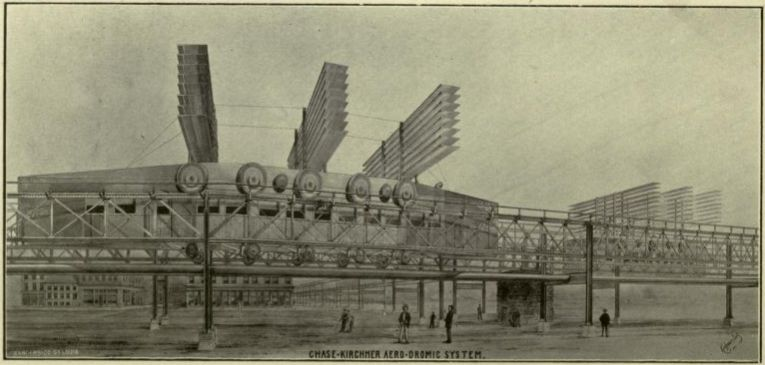
Illustrazione del 1894 raffigurante l'aspetto ipotetico della ferrovia di Chase-Kirchner

La Chase-Kirchner aerodromic railroad fu un sistema ferroviario ad alta velocità ideato da George Nathan Chase, tenente dell'Esercito degli Stati Uniti, e da Henry William Kirchner, architetto statunitense membro dell'American Institute of Architects (A.I.A.), entrambi nati nel 1853. Non fu mai costruita concretamente una ferrovia di questo tipo, tuttavia il sistema di Chase-Kirchner può essere considerato un precursore delle ferrovie a levitazione (in particolare quelle ad "effetto suolo"), ovvero quelle ferrovie in cui si elimina il contatto meccanico tra il veicolo e l'infrastruttura al fine ridurre l'attrito e quindi la resistenza all'avanzamento.
Il sistema di Chase-Kirchner prevedeva che su una apposita struttura ferroviaria viaggiassero i veicoli dotati di appendici aerodinamiche, dei veri e propri piani alari, la cui portanza avrebbe scaricato il peso del veicolo dalle ruote, riducendo così, nelle intenzioni dei progettisti, l'attrito volvente tra queste e le rotaie.

## Tecnica

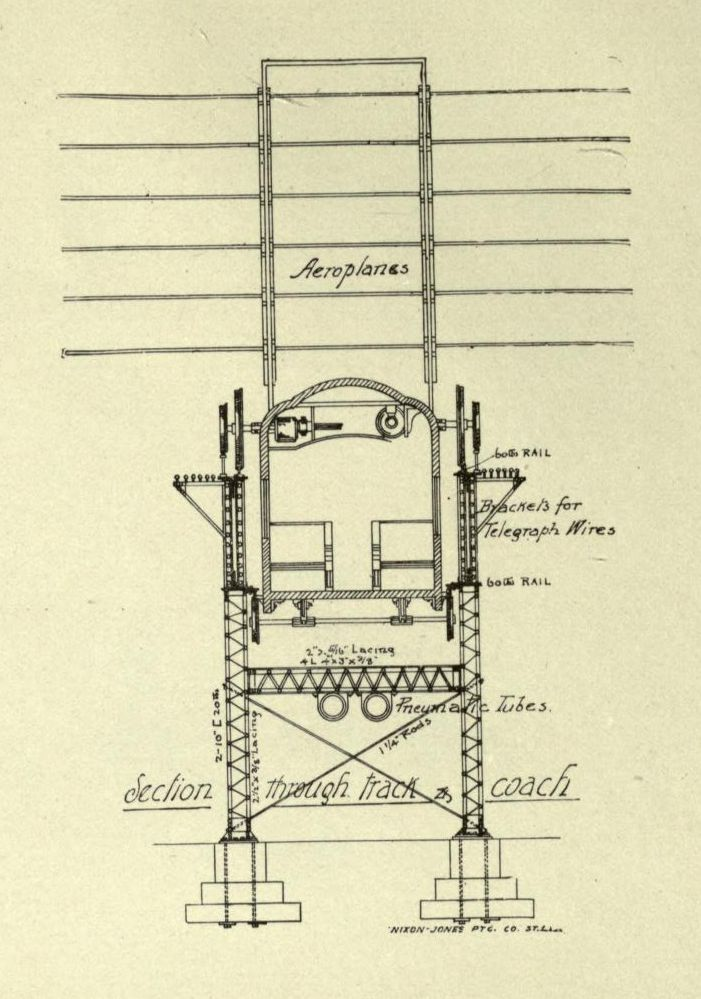
Sezione della ferrovia di Chase-Kirchner

Secondo i progetti di Chase e Kirchner la "aerodromic railway" sarebbe stata in sostanza una ferrovia sospesa in cui i veicoli avrebbero poggiato su due rotaie portanti al di sopra del veicolo stesso, tramite ruote ferroviarie con diametro da 4 a 6 piedi, poste lateralmente con asse all'altezza del tetto. Uno o più di questi assi sarebbero stati azionati da motori elettrici che avrebbero fornito la propulsione al veicolo.
Al di sopra del veicolo numerosi piani alari sovrapposti raggruppati su alberi verticali, con apertura alare tra i venti e trenta piedi, avrebbero fornito la portanza all'aumentare della velocità, riducendo considerevolmente l'attrito volvente delle ruote.
L'alimentazione sarebbe stata fornita attraverso ulteriori ruote, in contatto con rotaie elettrificate più esterne a quelle portanti.
Al di sotto del veicolo un secondo binario, invertito (ovvero con la superficie di scorrimento rivolta verso il basso), avrebbe avuto la funzione di stabilizzare il veicolo impedendone un eventuale decollo accidentale. Sotto di esso correvano una serie di ruote che a riposo non toccavano la rotaia, ma in caso di eccesso di portanza avrebbero vincolato il veicolo all'infrastruttura. Il conduttore avrebbe comunque potuto, mediante un sistema pneumatico, "serrare" queste ruote sulle rotaie quando fosse stato necessario avere maggiore adesione per ottenere più trazione o per frenare.
Il sistema sarebbe stato autoregolante: al di sopra della velocità che si intendeva mantenere, la portanza eccessiva avrebbe causato un drastico calo di adesione delle ruote motrici, con una conseguente perdita di velocità. La lieve diminuzione di velocità avrebbe comportato una riduzione della portanza, ripristinando quindi l'adesione delle ruote. Il macchinista avrebbe avuto la possibilità di intervenire sull'angolo di incidenza per variare la portanza in funzione del carico o della pendenza.
Si riteneva che la maggiore resistenza all'avanzamento dovuta alla portanza dei piani alari sarebbe stata inferiore all'attrito volvente di una ferrovia tradizionale.
Questo tipo di ferrovia non ammetteva curve, per lo meno nei tratti ad alta velocità, in quanto queste avrebbero comportato una resistenza eccessiva; secondo i progettisti sarebbe stato invece possibile affrontare pendenze.

## Applicazioni
Una ferrovia di questo tipo non fu mai realizzata, nemmeno a livello sperimentale. Vennero ipotizzate all'epoca due linee ad alta velocità, mai realizzate: un collegamento tra New York e San Francisco ed una linea intercontinentale attraverso lo stretto di Bering.

## Sistemi analoghi
Successivamente furono proposti sistemi ferroviari che possono essere considerati analoghi, in quanto prevedevano che, in velocità, la portanza aerodinamica avrebbe scaricato le ruote portanti riducendo l'attrito volvente. Tuttavia nemmeno questi sistemi trovarono applicazione pratica.

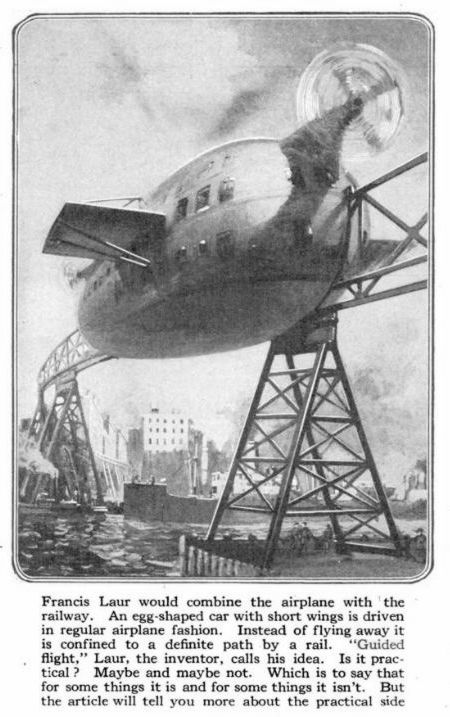
Illustrazione della monorotaia di Francis Laur, mai realizzata, da Popular Science del dicembre 1919

### Monorotaia di Laur
Nel 1915 l'ingegnere civile francese Francis Laur ideò una monorotaia, del tipo a "sella", su cui avrebbero viaggiato vetture aerodinamiche spinte da un'elica azionata da un motore elettrico e stabilizzate mediante giroscopi. I veicoli, in grado di ospitare una trentina di passeggeri, sarebbero stati dotati di semiali, come quelle degli aeroplani, che avrebbero fornito una portanza sufficiente a sostenere il peso e a ridurre l'attrito. Il veicolo non avrebbe però potuto decollare perché trattenuto e guidato dalla rotaia: l'inventore definì questa idea, mai concretizzata, come "volo guidato".

### Monorotaia di Judson
Negli anni '30 del XX secolo, negli Stati Uniti d'America, l'ingegnere Walter H.Judson propose un modello di monorotaia in cui il peso del veicolo era scaricato su una rotaia centrale rivestita di gomma, mentre il veicolo stesso era mantenuto in posizione verticale da due rotaie laterali su cui agivano ruote orizzontali. Ulteriori ruote, verticali, sul lato inferiore delle rotaie guida avrebbero impedito il sollevamento ed il deragliamento del veicolo. I veicoli sarebbero stati delle carrozze automotrici mosse grazie ad un'elica di tipo aeronautico azionata da una turbina a vapore in grado di sviluppare 750 hp. Non erano previste ali, la forma stessa dei veicoli doveva fungere da ala: in velocità, il profilo aerodinamico avrebbe generato una portanza che avrebbe ridotto l'attrito volvente delle ruote sulla rotaia gommata.
Le applicazioni proposte furono una linea di mezzo miglio nel New Jersey, una linea Chicago-New York e San Francisco-New York. Anche qui, si parlò di linee intercontinentali, ma di fatto fu realizzato solo un modello in scala, testato nella galleria del vento con esito positivo.